# PDGA World Championships
PDGA World Championships (ibland även PDGA Worlds) är, tillsammans med United States Disc Golf Championship, en av de mest prestigefyllda discgolfturneringarna. Turneringen har hållits årligen sedan 1982. Vinnarna utses till världsmästare i discgolf för den klass personen ställt upp i. Sedan 1983 har turneringen för män och kvinnor hållits på samma bana. 
Genom åren har det krönts 18 olika manliga världsmästare, fälten har i snitt bestått av 155 deltagare. 17 kvinnor kvinnor har korats som världsmästare med ett genomsnittligt deltagarantal på 26. Tävlingen har gått av stapeln i 19 olika delstater i USA, samt Ontario i Kanada.
Sedan 2017 spelars turneringarna för män och kvinnor separat från de åldersbaserade divisionerna. Detta för att öppna för deltagande i både Open-klasserna och de åldersbaserade divisionerna 2017 spelades de sista 9 hålen för de fyra bästa spelarna i turneringen separat från restarande fält, utan andra tävlande på banan. 
År 2020 ställdes PDGA Worlds in på grund av den pågående COVID-19-pandemin. De inställda arrangemangen inkluderade PDGA Professional Disc Golf World Championships i Odgen, Utah, PDGA Junior Disc Golf World Championships i Emporia, Kansas, PDGA Amateur Disc Golf Championships i Orlando, Florida och PDGA Professional Master Disc Golf Championships i Johnson City, Tennessee. Alla fyra evenemang beslutades att hållas på samma orter under 2021 och de orter som skulle hålla mästerskapen 2021 beslutades bli värdar år 2022 istället. PDGA hänvisade till problem med internationella resor, oförmågan att tillåta åskådare, medlemmars erfarenheter under inledningen av pandemin och problem som ett uppskjutet evenemang skulle medföra för sponsorer och arrangörer som anledning till de inställda tävlingarna.

## Open för herrar
| År   | Datum          | Plats                                                     | Mästare (antal vinster) | PDGA# | Hemort                       | Prissumma | Vinstmarginal | Vinnarens rundor                    | Andra plats                              | Tredje plats                 | Deltagare | Resultat-URL |
| ---- | -------------- | --------------------------------------------------------- | ----------------------- | ----- | ---------------------------- | --------- | ------------- | ----------------------------------- | ---------------------------------------- | ---------------------------- | --------- | ------------ |
| 1982 | 30 jun - 1 aug | Los Angeles, California                                   | Harold Duvall           | 2018  | Rock Hill, South Carolina    | x         | 1             | (72-72-46-49=239)                   | Dave Dunipace/Joe Ursino                 | x                            | 75        | PDGA         |
| 1983 | 29-31 jul      | Huntsville, Alabama                                       | Jeff Watson             | 1406  | Sarasota, Florida            | x         | 5             | (46-47-48-43-46-44=274)             | Tom Monroe                               | Lew Satterfield              | 120       | PDGA         |
| 1984 | 26-29 jul      | Rochester, New York                                       | Sam Ferrans             | 2872  | Rancho Cucamonga, California | $1000     | 5             | (49-46-46-45-46=232)                | Johnny Sias                              | David Greenwell              | 141       | PDGA         |
| 1985 | 26-28 jul      | Tulsa, Oklahoma                                           | Harold Duvall(2)        | 2018  | Rock Hill, South Carolina    | $2000     | 2             | (48-51-43-42-53-47=284)             | Eric Marx/Snapper Pierson                | x                            | 200       | PDGA         |
| 1986 | 23-26 jul      | Charlotte, North Carolina                                 | Johnny Sias             | 1700  | Lavalette, West Virginia     | $1090     | 7             | (46-46-42-48-43-49=274)             | Clint Mcclellan/Geoff Lissaman           | x                            | 166       | PDGA         |
| 1987 | 25-30 aug      | Toronto, Ontario, Canada                                  | Gregg Hosfeld           | 1602  | Orlando, Florida             | $2500     | Playoff       | (48-50-50-46-45-47-42=328)          | Michael Sullivan                         | Steve Wisecup                | 143       | PDGA         |
| 1988 | 7-10 sep       | Cincinnati, Ohio                                          | John Ahart              | 3455  | Fontana, California          | $3900     | 2             | (47-46-47-50-51-53=294)             | Sam Ferrans/Randy Amann                  | x                            | 209       | PDGA         |
| 1989 | 21-26 aug      | Waterloo, Iowa/Cedar Falls, Iowa                          | Steve Wisecup           | 1467  | Ontario, California          | $2000     | 3             | (46-42-48-47-44-48-49-49=373)       | John Ahart                               | Randy Amann                  | 158       | PDGA         |
| 1990 | 9-13 okt       | Scottsdale, Arizona/Mesa, Arizona/Fountain Hills, Arizona | Ken Climo               | 4297  | Clearwater, Florida          | $2042     | 1             | (43-47-43-47-45-45-45-46-46-45=452) | Sam Grizzaffi                            | John Ahart                   | 180       | PDGA         |
| 1991 | 21-24 aug      | Dayton, Ohio                                              | Ken Climo(2)            | 4297  | Clearwater, Florida          | $2700     | 10            | (45-48-48-49-48-42-41=321)          | Eric Marx                                | Michael Sullivan             | 160       | PDGA         |
| 1992 | 17-22 aug      | Detroit, Michigan                                         | Ken Climo(3)            | 4297  | Clearwater, Florida          | $3500     | 9             | (44-43-46-41-53-47-45-42-52-29=442) | "Crazy" John Brooks                      | Steve Valencia/Jeff Malton   | 160       | PDGA         |
| 1993 | 17-22 aug      | Huntsville, Alabama                                       | Ken Climo(4)            | 4297  | Clearwater, Florida          | $2539     | 4             | (47-44-45-46-43-45-50-45-44-25=434) | Dean Tannock                             | Mitch McClellan              | 136       | PDGA         |
| 1994 | 2-7 aug        | Port Arthur, Texas                                        | Ken Climo(5)            | 4297  | Clearwater, Florida          | $2500     | 18            | (47-60-47-45-42-45-46-54-50-27=463) | Joe Mela                                 | Mike Sayre                   | 151       | PDGA         |
| 1995 | 13-19 aug      | Port Arthur, Texas                                        | Ken Climo(6)            | 4297  | Clearwater, Florida          | $2350     | 4             | (46-50-41-50-41-45-47-53-48-27=448) | Mike Randolph                            | "Crazy" John Brooks          | 114       | PDGA         |
| 1996 | 6-10 aug       | South Bend, Indiana                                       | Ken Climo(7)            | 4297  | Clearwater, Florida          | $3600     | 3             | (48-49-48-40-51-49-44-42-41-20=432) | Geoff Lissaman                           | Brad Hammock                 | 160       | PDGA         |
| 1997 | 12-17 aug      | Charlotte, North Carolina                                 | Ken Climo(8)            | 4297  | Clearwater, Florida          | $3000     | 7             | (45-50-48-47-47-46-49-46-49-23=450) | Scott Stokely                            | Ron Russell                  | 157       | PDGA         |
| 1998 | 3-8 aug        | Cincinnati, Ohio                                          | Ken Climo(9)            | 4297  | Clearwater, Florida          | $3581     | 4             | (47-46-47-49-48-47-48-46-26=404)    | Scott Stokely                            | Scott Martin                 | 177       | PDGA         |
| 1999 | 10-14 aug      | Rochester, New York                                       | Ron Russell             | 9999  | Jacksonville, Florida        | $4000     | 4             | (46-45-43-45-46-45-46-42-48-26=432) | Ken Climo                                | Barry Schultz                | 173       | PDGA         |
| 2000 | 1-5 aug        | Ann Arbor, Michigan                                       | Ken Climo(10)           | 4297  | Clearwater, Florida          | $7303     | 8             | (62-61-60-45-50-49-61-25=413)       | Barry Schultz                            | Jesper Lundmark              | 238       | PDGA         |
| 2001 | 7-11 aug       | St Paul, Minnesota                                        | Cameron Todd            | 12827 | Darlington, South Carolina   | $3065     | 6             | (53-49-47-53-52-53-52-46-26=431)    | Steve Rico                               | Eric Tracy                   | 203       | PDGA         |
| 2002 | 6-10 aug       | Houston, Texas                                            | Ken Climo(11)           | 4297  | Clearwater, Florida          | $4500     | 14            | (51-47-44-52-48-45-43-46-46-25=447) | Steve Rico                               | Ron Russell                  | 127       | PDGA         |
| 2003 | 11-16 aug      | Flagstaff, Arizona                                        | Barry Schultz           | 6840  | Charlotte, North Carolina    | $5000     | 6             | (45-49-67-48-49-48-50-27=383)       | Markus Källström                         | Mike Randolph/Ron Russell    | 150       | PDGA         |
| 2004 | 9-14 aug       | Des Moines, Iowa                                          | Barry Schultz(2)        | 6840  | Charlotte, North Carolina    | $5300     | 9             | (41-53-55-55-42-54-43-51-49-28=471) | Ken Climo                                | Brian Schweberger            | 154       | PDGA         |
| 2005 | 25-30 jul      | Allentown, Pennsylvania                                   | Nate Doss               | 11794 | Bend, Oregon                 | $5000     | 3             | (59-49-55-52-62-52-50-52-30=461)    | Barry Schultz/Matt Orum                  | x                            | 130       | PDGA         |
| 2006 | 9-12 aug       | Augusta, Georgia                                          | Ken Climo(12)           | 4297  | Clearwater, Florida          | $5500     | 5             | (51-50-45-45-65-47-46-23=372)       | Nate Doss                                | Avery Jenkins                | 125       | PDGA         |
| 2007 | 1-5 aug        | Highbridge, Wisconsin                                     | Nate Doss(2)            | 11794 | Bend, Oregon                 | $5500     | 1             | (53-49-57-50-49-58-54-26=396)       | Markus Källström                         | Cale Leiviska                | 142       | PDGA         |
| 2008 | 11-16 aug      | Kalamazoo/Battle Creek, Michigan                          | David Feldberg          | 12626 | Eatonton, Georgia            | $6000     | 14            | (53-49-57-50-49-58-54-26=396)       | Nate Doss                                | Mike Randolph                | 145       | PDGA         |
| 2009 | 27 jul - 1 aug | Kansas City, Missouri                                     | Avery Jenkins           | 7495  | Pawhuska, Oklahoma           | $5500     | Playoff       | (53-49-50-45-56-50-46-27=376)       | Josh Anthon                              | Matt Orum                    | 131       | PDGA         |
| 2010 | 27 - 31 jul    | Crown Point, Indiana                                      | Eric McCabe             | 11674 | Emporia, Kansas              | $5500     | 5             | (59-48-47-58-49-42-48-27=378)       | David Feldberg/Paul Ulibarri/Josh Anthon | x                            | 135       | PDGA         |
| 2011 | 9-13 aug       | Santa Cruz, California                                    | Nate Doss(3)            | 11794 | Bend, Oregon                 | $7000     | 7             | (71-73-69-79-55-26=373)             | Josh Anthon/Will Schusterick             | x                            | 179       | PDGA         |
| 2012 | 14-21 jul      | Charlotte, North Carolina                                 | Paul McBeth             | 27523 | Huntington Beach, California | $5500     | 5             | (57-48-51-56-53-47-49-26=387)       | Richard Wysocki                          | Will Schusterick             | 144       | PDGA         |
| 2013 | 3-10 aug       | Crown Point, Indiana                                      | Paul McBeth(2)          | 27523 | Huntington Beach, California | $5000     | 5             | (52-54-49-53-46-54-45-29=382)       | David Feldberg                           | Nikko Locastro               | 131       | PDGA         |
| 2014 | 12-16 aug      | Portland, Oregon                                          | Paul McBeth(3)          | 27523 | Huntington Beach, California | $5000     | Playoff       | (52-54-52-53-50-56-58-28=403)       | Richard Wysocki                          | Nate Doss                    | 144       | PDGA         |
| 2015 | 4-8 aug        | Pittsburgh, Pennsylvania                                  | Paul McBeth(4)          | 27523 | Huntington Beach, California | $6000     | 9             | (58-54-59-51-51-53-30=356)          | Richard Wysocki                          | Will Schusterick             | 143       | PDGA         |
| 2016 | 6-13 aug       | Emporia, Kansas                                           | Richard Wysocki         | 38008 | Fort Mill, South Carolina    | $10000    | 6             | (47-48-51-56-52-28=282)             | Paul McBeth                              | Nikko Locastro               | 158       | PDGA         |
| 2017 | 21-25 jun      | Augusta, Georgia                                          | Richard Wysocki(2)      | 38008 | Fort Mill, South Carolina    | $12000    | 8             | (60-55-55-59=229)                   | Paul McBeth                              | Simon Lizotte/JohnE McCray   | 161       | PDGA         |
| 2018 | 5-9 sep        | Jeffersonville, Vermont                                   | Gregg Barsby            | 15857 | Grass Valley, California     | $10000    | 2             | (55-50-54-54-57=270)                | Paul McBeth/Josh Anthon                  | x                            | 228       | PDGA         |
| 2019 | 13-17 aug      | Peoria, Illinois                                          | Paul McBeth(5)          | 27523 | Huntington Beach, California | $10000    | 1             | (53-53-52-60-54=272)                | Ricky Wysocki                            | James Conrad / Emerson Keith | 242       | PDGA         |

## Open för kvinnor
| År   | Datum          | Plats                                                     | Mästare (antal titlar) | PDGA# | Hemort                         | Prissumma | Vinst-marginal | Vinnarens rundor                    | Andra plats                    | Tredje plats                      | Antal deltagare | Resultat-URL |
| ---- | -------------- | --------------------------------------------------------- | ---------------------- | ----- | ------------------------------ | --------- | -------------- | ----------------------------------- | ------------------------------ | --------------------------------- | --------------- | ------------ |
| 1983 | 29-31 jul      | Huntsville, Alabama                                       | Marie Jackson          | 2312  | Cedarburg, Wisconsin           | x         | 2              | (58-55-54-53=220)                   | Vanessa Chambers               | Ramona Hale                       | 21              | PDGA         |
| 1984 | 26-29 jul      | Rochester, New York                                       | Marie Jackson(2)       | 2312  | Cedarburg, Wisconsin           | x         | 6              | (56-59-56-50-57=278)                | Judy Horowitz                  | Vanessa Chambers                  | 25              | PDGA         |
| 1985 | 26-28 jul      | Tulsa, Oklahoma                                           | Ramona Hale            | 2549  | Norman, Oklahoma               | $500      | 6              | (57-57-52-53-61-57=337)             | Vanessa Chambers               | Patti Kunkle                      | 32              | PDGA         |
| 1986 | 23-26 jul      | Charlotte, North Carolina                                 | Vanessa Chambers       | 2198  | Mount Pleasant, South Carolina | $415      | 4              | (55-51-55-57-60-57=335)             | Roxanne Spencer                | Chris O'Cleary                    | 24              | PDGA         |
| 1987 | 25-30 aug      | Toronto, Ontario, Canada                                  | Vanessa Chambers(2)    | 2198  | Mount Pleasant, South Carolina | $800      | 1              | (57-57-57-53-54-56=334)             | Chris O'Cleary                 | Joanne Gallagher                  | 21              | PDGA         |
| 1988 | 7-10 sept      | Cincinnati, Ohio                                          | Chris O'Cleary         | 3024  | Atlanta, Georgia               | $930      | 8              | (59-59-51-58-56-56=339)             | Elaine King                    | Vanessa Chambers/Joanne Gallagher | 25              | PDGA         |
| 1989 | 21-26 aug      | Waterloo, Iowa/Cedar Falls, Iowa                          | Chris O'Cleary(2)      | 3024  | Atlanta, Georgia               | $450      | 3              | (54-52-58-56-59=279)                | Amy Schiller                   | Elaine King                       | 17              | PDGA         |
| 1990 | 9-13 okt       | Scottsdale, Arizona/Mesa, Arizona/Fountain Hills, Arizona | Amy Schiller           | 4434  | San Diego, California          | $588      | 19             | (58-52-56-56-53-54-52-52-51=484)    | Elaine King                    | Terri Reinl-Carver                | 16              | PDGA         |
| 1991 | 21-24 aug      | Dayton, Ohio                                              | Elaine King            | 3090  | Durham, North Carolina         | $775      | 10             | (54-56-53-57-55-56-57=388)          | Susanne Giendl                 | Teresa Mistler                    | 16              | PDGA         |
| 1992 | 17-22 aug      | Detroit, Michigan                                         | Elaine King(2)         | 3090  | Durham, North Carolina]        | $750      | 11             | (50-57-65-65-57-56-47-51-59=507)    | Amye Jerez                     | Kelli Hughes                      | 16              | PDGA         |
| 1993 | 17-22 aug      | Huntsville, Alabama                                       | Elaine King(3)         | 3090  | Durham, North Carolina         | $751      | 16             | (52-51-54-55-55-55-54-54-30=460)    | Chris O'Cleary                 | Beth Tanner                       | 16              | PDGA         |
| 1994 | 2-7 aug        | Port Arthur, Texas                                        | Elaine King(4)         | 3090  | Durham, North Carolina         | $800      | 15             | (61-53-61-55-61-50-63-56-54-26=540) | Amy Schiller                   | Becky Powell                      | 25              | PDGA         |
| 1995 | 13-19 aug      | Port Arthur, Texas                                        | Becky Powell           | 6349  | Weatherford, Texas             | $650      | 1              | (51-55-68-59-50-52-67-59-55-33=549) | Anni Kreml                     | Kelli Hughes                      | 18              | PDGA         |
| 1996 | 6-10 aug       | South Bend, Indiana                                       | Beth Tanner            | 4297  | Carrboro, North Carolina       | $1060     | 4              | (51-55-56-54-51-66-64-55-49-29=530) | Anni Kreml                     | Linda Isberg                      | 30              | PDGA         |
| 1997 | 12-17 aug      | Charlotte, North Carolina                                 | Elaine King(5)         | 3090  | Durham, North Carolina         | $1015     | 25             | (54-55-61-58-60-56-51-50-56-33=534) | Anni Kreml                     | Beth Tanner                       | 27              | PDGA         |
| 1998 | 3-8 aug        | Cincinnati, Ohio                                          | Juliana Korver         | 7438  | San Diego, California          | $952      | 13             | (54-58-53-57-55-63-54-58-32=484)    | Elaine King                    | Anni Kreml                        | 29              | PDGA         |
| 1999 | 10-14 aug      | Rochester, New York                                       | Juliana Korver(2)      | 7438  | San Diego, California          | $850      | 19             | (54-56-56-52-51-56-51-53-51-30=510) | Elaine King                    | Amy Schiller                      | 25              | PDGA         |
| 2000 | 1-5 aug        | Ann Arbor, Michigan                                       | Juliana Korver(3)      | 7438  | San Diego, California          | $1765     | 9              | (77-64-72-63-54-61-74-26=491)       | Elaine King                    | Anni Kreml                        | 26              | PDGA         |
| 2001 | 7-11 aug       | St Paul, Minnesota                                        | Juliana Korver(4)      | 7438  | San Diego, California          | $1460     | 7              | (57-62-63-55-57-58-57-59-32=500)    | Lesli Todd                     | Elaine King                       | 28              | PDGA         |
| 2002 | 6-10 aug       | Houston, Texas                                            | Des Reading            | 15863 | Wimberley, Texas               | $1500     | 8              | (58-52-54-60-56-53-59-54-56-31=533) | Juliana Korver                 | Lesli Herndon                     | 14              | PDGA         |
| 2003 | 11-16 aug      | Flagstaff, Arizona                                        | Juliana Korver(5)      | 7438  | San Diego, California          | $1500     | 11             | (55-57-75-57-58-54-60-35-30=481)    | Des Reading                    | Nadine Cosgrove                   | 22              | PDGA         |
| 2004 | 9-14 aug       | Des Moines, Iowa                                          | Birgitta Lagerholm     | 15916 | Solna, Sweden                  | $1400     | 2              | (55-63-63-54-57-51-64-61-69-34=571) | Des Reading                    | Lesli Herndon                     | 26              | PDGA         |
| 2005 | 25-30 jul      | Allentown, Pennsylvania                                   | Des Reading(2)         | 15863 | Wimberley, Texas               | $1750     | 18             | (56-71-53-58-58-56-71-58-32=513)    | Juliana Korver                 | Valarie Jenkins/Courtney Peavy    | 24              | PDGA         |
| 2006 | 9-12 aug       | Augusta, Georgia                                          | Des Reading(3)         | 15863 | Wimberley, Texas               | $1800     | 9              | (64-54-49-55-57-71-57-29=436)       | Courtney Peavy/Carrie Berlogar | x                                 | 25              | PDGA         |
| 2007 | 1-5 aug        | Highbridge, Wisconsin                                     | Valarie Jenkins        | 17495 | Bend, Oregon                   | $1800     | 5              | (66-61-58-59-52-60-59-30=445)       | Des Reading                    | Angela Tschiggfrie                | 28              | PDGA         |
| 2008 | 11-16 aug      | Kalamazoo/Battle Creek, Michigan                          | Valarie Jenkins(2)     | 17495 | Bend, Oregon                   | $1650     | 12             | (53-49-57-50-49-58-54-26=396)       | Des Reading                    | Liz Carr                          | 21              | PDGA         |
| 2009 | 27 jul - 1 aug | Kansas City, Missouri                                     | Valarie Jenkins(3)     | 17495 | Bend, Oregon                   | $1600     | 14             | (70-51-55-60-57-52-50-32=427)       | Des Reading                    | Nicole Frazer                     | 21              | PDGA         |
| 2010 | 27-31 jul      | Crown Point, Indiana                                      | Sarah Stanhope         | 30397 | Greenville, South Carolina     | $1450     | 6              | (59-48-47-58-49-42-48-27=378)       | Des Reading                    | Valarie Jenkins                   | 18              | PDGA         |
| 2011 | 9-13 aug       | Santa Cruz, California                                    | Paige Pierce           | 29190 | Plano, Texas                   | $2000     | 3              | (89-89-91-88-60-28=445)             | Valarie Jenkins                | Liz Lopez                         | 36              | PDGA         |
| 2012 | 14-21 jul      | Charlotte, North Carolina                                 | Sarah Hokom            | 34563 | Caldwell, Idaho                | $2000     | 1              | (50-57-56-48-52-55-53-32=403)       | Valarie Jenkins                | Catrina Allen                     | 30              | PDGA         |
| 2013 | 3-10 aug       | Crown Point, Indiana                                      | Paige Pierce(2)        | 29190 | Plano, Texas                   | $2000     | 1              | (58-63-61-59-56-59-54-35=445)       | Valarie Jenkins                | Catrina Allen                     | 25              | PDGA         |
| 2014 | 12-16 aug      | Portland, Oregon                                          | Catrina Allen          | 44184 | Pipestone, Minnesota           | $2250     | 2              | (56-58-49-61-57-59-54-37=431)       | Paige Pierce                   | Ragna Bygde                       | 40              | PDGA         |
| 2015 | 4-8 aug        | Pittsburgh, Pennsylvania                                  | Paige Pierce(3)        | 29190 | Plano, Texas                   | $2500     | 1              | (68-62-65-65-64-60-32=416)          | Sarah Hokom                    | Catrina Allen                     | 48              | PDGA         |
| 2016 | 6-13 aug       | Emporia, Kansas                                           | Valarie Jenkins(4)     | 17495 | Bend, Oregon                   | $5000     | 6              | (55-64-60-55-56-29=319)             | Catrina Allen/Paige Pierce     | x                                 | 35              | PDGA         |
| 2017 | 21-25 jun      | Augusta, Georgia                                          | Paige Pierce(4)        | 29190 | Plano, Texas                   | $5500     | 5              | (68-63-68-65=264)                   | Valarie Jenkins                | Lisa Fajkus                       | 44              | PDGA         |
| 2018 | 5-9 sep        | Jeffersonville, Vermont                                   | Paige Shue             | 33833 | Emporia, Kansas                | $5000     | 6              | (63-58-65-68-63=317)                | Paige Pierce                   | Jessica Weese/Sarah Hokom         | 49              | PDGA         |
| 2019 | 13-17 aug      | Peoria, Illinois                                          | Paige Pierce(5)        | 29190 | Plano, Texas                   | $5000     | 5              | (64-57-59-52-52=284)                | Eveliina Salonen               | Catrina Allen                     | 46              | PDGA         |

## Masters/Masters 40+ för herrar
| År   | Datum          | Plats                                                     | Mästare (antal titlar) | PDGA# | Hemort                       | Prissumma | Vinst-marginal | Vinnarens rundor                    | Andra plats                                 | Tredje plats                  | Antal deltagare | Resultat |
| ---- | -------------- | --------------------------------------------------------- | ---------------------- | ----- | ---------------------------- | --------- | -------------- | ----------------------------------- | ------------------------------------------- | ----------------------------- | --------------- | -------- |
| 1983 | 29-31 jul      | Huntsville, Alabama                                       | Tom Monroe             | 33    | Vestavia Hills, Alabama      | x         | 6              | x                                   | x                                           | x                             | 4               | PDGA     |
| 1984 | 26-29 jul      | Rochester, New York                                       | Steve Slasor           | 55    | Palm Bay, Florida            | x         | 6              | (43-54-45-51-51=244)                | Snapper Pierson                             | Tom Monroe                    | 15              | PDGA     |
| 1985 | 26-28 jul      | Tulsa, Oklahoma                                           | John David             | 790   | Atlanta, Georgia             | $350      | 6              | (51-60-45-46-53=255)                | Rick Voakes                                 | Dan "Stork" Roddick           | 24              | PDGA     |
| 1986 | 23-26 jul      | Charlotte, North Carolina                                 | John David(2)          | 790   | Atlanta, Georgia             | $405      | 1              | (51-54-51-53-51=260)                | Bob Blakely                                 | Dan "Stork" Roddick           | 21              | PDGA     |
| 1987 | 25-30 aug      | Toronto, Ontario, Canada                                  | Snapper Pierson        | 691   | Coronado, California         | $1000     | 5              | (50-50-53-48-47-46=294)             | Tom Monroe                                  | Michael Conger                | 33              | PDGA     |
| 1988 | 7-10 sept      | Cincinnati, Ohio                                          | Rick Voakes            | 2632  | Bowling Green, Kentucky      | $1000     | 13             | (48-45-49-48-48-51=289)             | Tom Monroe                                  | Alan Beaver/Michael Conger    | 41              | PDGA     |
| 1989 | 21-26 aug      | Waterloo, Iowa/Cedar Falls, Iowa                          | Snapper Pierson(2)     | 691   | Coronado, California         | $750      | 10             | (45-45-51-44-49=234)                | Tom Monroe                                  | Alan Beaver                   | 41              | PDGA     |
| 1990 | 9-13 okt       | Scottsdale, Arizona/Mesa, Arizona/Fountain Hills, Arizona | David Welty            | 1972  | Oakland, California          | $1156     | 6              | (46-49-50-50-47-45-46-50-53-50=486) | Tom Monroe                                  | Alan Beaver                   | 63              | PDGA     |
| 1991 | 21-24 aug      | Dayton, Ohio                                              | Red Whittington        | 1760  | Pittsburgh, Pennsylvania     | $1225     | 2              | (47-52-46-48-45-46-49=333)          | Snapper Pierson                             | Tom Monroe                    | 60              | PDGA     |
| 1992 | 17-22 aug      | Detroit, Michigan                                         | Eric Marx              | 1024  | Asheville, North Carolina    | $2000     | 9              | (54-53-46-45-43-44-46-46-55-27=459) | Snapper Pierson                             | Terry Thiele                  | 75              | PDGA     |
| 1993 | 17-22 aug      | Huntsville, Alabama                                       | David Greenwell        | 962   | Louisville, Kentucky         | $1619     | 6              | (49-46-48-49-46-49-43-49-47-25=451) | Don Wilchek                                 | George Coffin                 | 82              | PDGA     |
| 1994 | 2-7 aug        | Port Arthur, Texas                                        | Stan McDaniel          | 2938  | Indian Trail, North Carolina | $1500     | Playoff        | (58-54-52-49-57-48-48-48-45-31=490) | Bob Vanderboss                              | Gregg Hosfeld/Gene Barfield   | 86              | PDGA     |
| 1995 | 13-19 aug      | Port Arthur, Texas                                        | Bob Vanderboss         | 2619  | Goodlettsville, Tennessee    | $1400     | 16             | (53-51-45-49-50-48-49-45-48-26=464) | David Greenwell                             | Lavone Wolfe                  | 80              | PDGA     |
| 1996 | 6-10 aug       | South Bend, Indiana                                       | Stan McDaniel(2)       | 2938  | Indian Trail, North Carolina | $1700     | 4              | (50-40-50-54-46-44-48-49-44-22=447) | Rick Voakes                                 | Lavone Wolfe                  | 80              | PDGA     |
| 1997 | 12-17 aug      | Charlotte, North Carolina                                 | Stan McDaniel(3)       | 2938  | Indian Trail, North Carolina | $2100     | 13             | (48-47-47-50-43-53-52-50-47-27=464) | Bob Vanderboss                              | Dan Ginnelly                  | 106             | PDGA     |
| 1998 | 3-8 aug        | Cincinnati, Ohio                                          | David Greenwell(2)     | 962   | Louisville, Kentucky         | $2329     | 2              | (52-51-50-50-54-48-49-50-27=431)    | Jim Myers                                   | Stan McDaniel                 | 90              | PDGA     |
| 1999 | 10-14 aug      | Rochester, New York                                       | Jim Oates              | 3351  | Fair Oaks, California        | $2250     | Playoff        | (43-48-49-48-45-45-51-52-50-26=457) | Stan McDaniel                               | David Greenwell               | 96              | PDGA     |
| 2000 | 1-5 aug        | Ann Arbor, Michigan                                       | Jim Myers              | 3396  | Cockeysville, Maryland       | $3271     | 12             | (59-61-67-56-54-51-61-26=435)       | Glenn Triemstra/Jav Kowalski/Bob Vanderboss | x                             | 100             | PDGA     |
| 2001 | 7-11 aug       | St Paul, Minnesota                                        | Joe Mela               | 2607  | Bristol, Pennsylvania        | $2260     | 2              | (52-55-49-53-55-55-51-53-28=451)    | Joel Kelly                                  | Stan McDaniel                 | 79              | PDGA     |
| 2002 | 6-10 aug       | Houston, Texas                                            | Brad Hammock           | 5912  | Decatur, Georgia             | $2200     | 8              | (54-49-49-47-50-50-47-51-46-28=471) | Dean Tannock                                | Joel Kelly                    | 57              | PDGA     |
| 2003 | 11-16 aug      | Flagstaff, Arizona                                        | Brad Hammock(2)        | 5912  | Decatur, Georgia             | $3000     | 6              | (67-49-47-50-68-48-52-33-31=445)    | Jim Oates                                   | Geoff Lissaman                | 88              | PDGA     |
| 2004 | 9-14 aug       | Des Moines, Iowa                                          | Brad Hammock(3)        | 5912  | Decatur, Georgia             | $3200     | 19             | (48-47-56-49-53-55-44-52-51-26=481) | Al Schack                                   | Dean Tannock                  | 86              | PDGA     |
| 2005 | 25-30 jul      | Allentown, Pennsylvania                                   | Dean Tannock           | 4028  | Toney, Alabama               | $2500     | 5              | (53-56-54-64-54-54-65-53-25 =478)   | Larry Leonard                               | Jim Oates/Joel Kelly          | 59              | PDGA     |
| 2006 | 9-12 aug       | Augusta, Georgia                                          | Brad Hammock(4)        | 5912  | Decatur, Georgia             | $2500     | 1              | (45-47-57-58-48-48-49-24=376)       | Joel Kelly                                  | Dean Tannock                  | 60              | PDGA     |
| 2007 | 1-5 aug        | Highbridge, Wisconsin                                     | Jim Oates(2)           | 3351  | Fair Oaks, California        | $2500     | 7              | (49-63-59-59-48-53-62-25=418)       | Brad Hammock                                | Harold Hampton                | 63              | PDGA     |
| 2008 | 11-16 aug      | Kalamazoo/Battle Creek, Michigan                          | Al Schack              | 3407  | Sturgis, Michigan            | $3000     | 9              | (53-49-57-50-49-58-54-26=396)       | Joe Mela/Jim Oates                          | x                             | 145             | PDGA     |
| 2009 | 27 jul - 1 aug | Kansas City, Missouri                                     | Phil Arthur            | 7289  | Woodstock, Georgia           | $2600     | 9              | (54-48-56-53-48-52-52-25=388)       | Brad Hammock                                | Jim Oates                     | 73              | PDGA     |
| 2010 | 27-31 jul      | Crown Point, Indiana                                      | Brad Hammock(5)        | 5912  | Decatur, Georgia             | $2500     | 2              | (48-51-61-49-50-58-52-25=394)       | Mike Moser                                  | Patrick Brown                 | 62              | PDGA     |
| 2011 | 9-13 aug       | Santa Cruz, California                                    | Jonathan Baldwin       | 18114 | Scotts Valley, California    | $3600     | 5              | (83-79-78-76-52-29=397)             | Phil Arthur                                 | Jay "Yeti" Reading            | 102             | PDGA     |
| 2012 | 14-21 jul      | Charlotte, North Carolina                                 | Ken Climo              | 4297  | Clearwater, Florida          | $3500     | 9              | (55-46-59-51-52-60-46-26=395)       | Barry Schultz                               | JohnE McCray                  | 96              | PDGA     |
| 2013 | 3-10 aug       | Crown Point, Indiana                                      | Barry Schultz          | 6840  | Charlotte, North Carolina    | $2000     | 11             | (55-49-57-51-57-53-46-31=399)       | Ken Climo                                   | Jonathan Baldwin              | 47              | PDGA     |
| 2014 | 12-16 aug      | Portland, Oregon                                          | Ken Climo(2)           | 4297  | Clearwater, Florida          | $2500     | 1              | (54-54-56-60-53-53-63-31=424)       | Barry Schultz                               | Patrick Brown                 | 72              | PDGA     |
| 2015 | 4-8 aug        | Pittsburgh, Pennsylvania                                  | Ken Climo(3)           | 4297  | Clearwater, Florida          | $2400     | 3              | (56-57-64-57-60-56-27=377)          | Patrick Brown                               | Mike Moser/Jay "Yeti" Reading | 72              | PDGA     |
| 2016 | 6-13 aug       | Emporia, Kansas                                           | JohnE McCray           | 9852  | Dover, Florida               | $3000     | 4              | (51-58-57-49-53-29=297)             | Shasta Criss                                | Chris Smith                   | 79              | PDGA     |
| 2017 | 15-19 aug      | Grand Rapids, Michigan                                    | Barry Schultz(2)       | 6840  | Charlotte, North Carolina    | $2350     | 6              | (58-52-46-57-52-53-48-26=392)       | Robert R. Bainbridge                        | David Feldberg                | 62              | PDGA     |
| 2018 | 14-18 aug      | Olathe, Kansas                                            | David Feldberg         | 12626 | Eatonton, Georgia            | $3000     | 3              | (51-49-49-50-49-25=273)             | JohnE McCray                                | Barry Schultz                 | 54              | PDGA     |
| 2019 | 25-29 jun      | Jeffersonville, Vermont                                   | David Feldberg(2)      | 12626 | Eatonton, Georgia            | $2020     | 11             | (59-60-55-61-57-25=317)             | Barry Schultz                               | JohnE McCray                  | 53              | PDGA     |

## Masters 55+ för damer
| År   | Datum           | Plats                            | Mästare (antal titlar) | PDGA# | Hemort                    | Prissumma | Vinst-marginal | Vinnarens rundor                    | Andra plats       | Tredje plats                    | Antal deltagare | Resultat |
| ---- | --------------- | -------------------------------- | ---------------------- | ----- | ------------------------- | --------- | -------------- | ----------------------------------- | ----------------- | ------------------------------- | --------------- | -------- |
| 1988 | Sep 7 - 10      | Cincinnati, Ohio                 | Patti Kunkle           | 283   | Atlanta, Georgia          | $150      | 4              | (70-61-64-65=260)                   | Sylvia Voakes     | x                               | 2               | PDGA     |
| 1992 | Aug 17 - 22     | Detroit, Michigan                | Sharon Jenkins         | 5408  | Hinckley, Ohio            | $300      | 20             | (56-56-70-63-60-64-61-53=483)       | Sylvia Voakes     | Patti Kunkle                    | 5               | PDGA     |
| 1993 | Aug 17 - 22     | Huntsville, Alabama              | Beth Verish            | 2976  | Sunland, California       | $432      | 1              | (53-60-60-61-56-59-61-53=463)       | Sylvia Voakes     | MPatti Kunkle                   | 7               | PDGA     |
| 1994 | Aug 2 - 7       | Port Arthur, Texas               | Sharon Jenkins(2)      | 5408  | Hinckley, Ohio            | $300      | 5              | (62-60-67-63-58-58-67-62-61-30=588) | Sylvia Voakes     | Linda Chandler                  | 6               | PDGA     |
| 1995 | Aug 13 - 19     | Port Arthur, Texas               | Beth Tanner            | 6123  | Carrboro, North Carolina  | $450      | 21             | (58-58-62-58-52-56-60-60-58=522)    | Andi Young        | Sylvia Voakes                   | 8               | PDGA     |
| 1997 | Aug 12 - 17     | Charlotte, North Carolina        | Shelia L. Jackson      | 9081  | Russellville, Arkansas    | $405      | 5              | (59-70-68-67-66-62-61-63=516)       | Susan Whittington | Sharon Jenkins                  | 5               | PDGA     |
| 1998 | Aug 3 - 8       | Cincinnati, Ohio                 | Sharon Jenkins(3)      | 5408  | Hinckley, Ohio            | $351      | 13             | (62-67-62-66-61-72-59=449)          | Andi Young        | Avan Eddy                       | 5               | PDGA     |
| 1999 | Aug 10 - 14     | Rochester, New York              | Michelle Wade          | 4511  | Las Vegas, Nevada         | $400      | 5              | (66-63-62-64-60-68-61-62-34=540)    | Sharon Jenkins    | Lisa Warner                     | 7               | PDGA     |
| 2000 | Aug 1 - 5       | Ann Arbor, Michigan              | Tita Ugalde            | 83    | Los Angeles, California   | $812      | 7              | (75-84-82-63-74-57-78=513)          | Laurie Cloyes     | Lisa Warner                     | 8               | PDGA     |
| 2001 | Aug 7 - 11      | St Paul, Minnesota               | Tita Ugalde(2)         | 83    | Los Angeles, California   | $710      | 7              | (62-63-66-58-69-67-62-65=512)       | Chieko Kakimoto   | Laurie Cloyes                   | 8               | PDGA     |
| 2002 | Aug 6 - 10      | Houston, Texas                   | Chieko Kakimoto        | 3644  | Yamagata, Yamagata, Japan | $675      | 18             | (61-59-61-63-62-61-66-63-64-36=596) | Laurie Cloyes     | Andi Lehmann                    | 6               | PDGA     |
| 2003 | Aug 11 - 16     | Flagstaff, Arizona               | Peggy Berry            | 14445 | Laporte, Colorado         | $800      | 8              | (63-69-84-61-64-85-58-32=516)       | Lisa Warner       | Andi Lehmann                    | 9               | PDGA     |
| 2004 | Aug 9 - 14      | Des Moines, Iowa                 | Lisa Warner            | 9519  | Columbus, Ohio            | $960      | 10             | (63-74-66-57-69-59-69-69-36=562)    | Peggy Berry       | Susan Poulin                    | 10              | PDGA     |
| 2005 | Jul 25 - 30     | Allentown, Pennsylvania          | Anni Kreml             | 7879  | Richmond, California      | $800      | 18             | (68-72-64-67-66-63-68-40=508)       | Pam Reineke       | Sheila Kirkham                  | 8               | PDGA     |
| 2006 | Aug 9 - 12      | Augusta, Georgia                 | Anni Kreml(2)          | 7879  | Richmond, California      | $1000     | 20             | (57-54-56-75-56-59-39=396)          | Peggy Berry       | Vanessa Chambers/Sheila Kirkham | 8               | PDGA     |
| 2007 | Aug 1 - 5       | Highbridge, Wisconsin            | Anni Kreml(3)          | 7879  | Richmond, California      | $650      | 13             | (66-63-60-67-62-62-31=411)          | Lisa Warner       | Suzette Simons                  | 5               | PDGA     |
| 2008 | Aug 11 - 16     | Kalamazoo/Battle Creek, Michigan | Pam Reineke            | 6439  | Orlando, Florida          | $800      | 20             | (53-49-57-50-49-58-54-26=396)       | Susan Stephens    | Sheila Kirkham                  | 6               | PDGA     |
| 2009 | Jul 27 - Aug 1  | Kansas City, Missouri            | Elaine King            | 3090  | Durham, North Carolina    | $1200     | 18             | (57-59-60-53-60-62-35=386)          | Lydie Hellgren    | Sheila Kirkham                  | 14              | PDGA     |
| 2010 | Jul 27 - Jul 31 | Crown Point, Indiana             | Barrett White          | 16737 | Forest Park, Illinois     | $900      | 3              | (57-51-58-60-53-54-30=363)          | Elaine King       | Susan Stephens                  | 8               | PDGA     |
| 2011 | Aug 9 - 13      | Santa Cruz, California           | Carrie Berlogar        | 13815 | Watsonville, California   | $800      | 23             | (96-98-91-87-35=407)                | Sheila Kirkham    | Lydie Hellgren                  | 6               | PDGA     |
| 2012 | Jul 14 - Jul 21 | Charlotte, North Carolina        | Susan Stephens         | 10977 | Dorr, Michigan            | $950      | 5              | (54-57-63-57-56-65-34=386)          | Sheila Kirkham    | Pam Reineke                     | 9               | PDGA     |
| 2013 | Aug 3 - 10      | Crown Point, Indiana             | Barrett White(2)       | 16737 | Forest Park, Illinois     | $800      | 1              | (71-54-58-56-57-64-33=393)          | Anni Kreml        | Pam Reineke                     | 6               | PDGA     |
| 2014 | Aug 12 - 16     | Portland, Oregon                 | Carrie Berlogar        | 13815 | Watsonville, California   | $950      | 1              | (66-62-58-58-64-65-39=412)          | Anni Kreml        | Teresa Embree                   | 8               | PDGA     |
| 2015 | Aug 4 - 8       | Pittsburgh, Pennsylvania         | Sarah Demar            | 25166 | Novi, Michigan            | $950      | 19             | (68-63-61-64-75-31=362)             | Anni Kreml        | Debbie Scott                    | 6               | PDGA     |
| 2016 | Aug 6 - 13      | Emporia, Kansas                  | Des Reading            | 15863 | Wimberley, Texas          | $1400     | 7              | (54-64-59-58-32=267)                | Elaine King       | Lesli Todd                      | 15              | PDGA     |
| 2017 | Aug 15 - 19     | Grand Rapids, Michigan           | Elaine King(2)         | 3090  | Durham, North Carolina    | $1055     | 3              | (54-58-84-44-46-83-36=405)          | Lesli Todd        | Courtney McCoy/Des Reading      | 11              | PDGA     |
| 2018 | Aug 14 - 18     | Olathe, Kansas                   | Kimberly Giannola      | 76910 | Saint Joseph, Missouri    | $750      | Playoff        | (53-50-52-52-50=283)                | Courtney McCoy    | Andrea Eaton                    | 4               | PDGA     |
| 2019 | Jun 25 - 29     | Jeffersonville, Vermont          | Elaine King(3)         | 3090  | Durham, North Carolina    | $970      | 15             | (87-60-67-61-30=305)                | Susan Stephens    | Natalie Holloköi                | 9               | PDGA     |

## Masters 55+ för herrar
| År   | Datum           | Plats                                                     | Mästare (antal titlar)              | PDGA#   | Hemort                                   | Prissumma | Vinst-marginal | Vinnarens rundor                    | Andra plats                   | Tredje plats             | Antal deltagare | Resultat |
| ---- | --------------- | --------------------------------------------------------- | ----------------------------------- | ------- | ---------------------------------------- | --------- | -------------- | ----------------------------------- | ----------------------------- | ------------------------ | --------------- | -------- |
| 1983 | Jul 29 - 31     | Huntsville, Alabama                                       | "Steady" Ed Headrick/Johnny Roberts | 001/115 | Watsonville, California/Arvada, Colorado | x         | Tie            | (56-54-55-58=223)/(56-56-53-58=223) | x                             | Jim Olsen Jr             | 3               | PDGA     |
| 1984 | Jul 26 - 29     | Rochester, New York                                       | Jim Olsen Sr                        | 1508    | Whittier, California                     | x         | 0              | (55-60-48-53=216)                   | x                             | x                        | 1               | PDGA     |
| 1985 | Jul 26 - 28     | Tulsa, Oklahoma                                           | Raymond Carr                        | 3130    | La Mirada, California                    | $100      | 8              | (59-62-55-57-57=290)                | Jim Olsen Sr                  | Bill Erkenbrecher        | 4               | PDGA     |
| 1986 | Jul 23 - 26     | Charlotte, North Carolina                                 | R.L. Styles                         | 2104    | Oklahoma City, Oklahoma                  | $175      | 12             | (58-54-50-57=219)                   | Jim Olsen Sr                  | "Steady" Ed Headrick     | 4               | PDGA     |
| 1987 | Aug 25 - 30     | Toronto, Ontario, Canada                                  | Paul Harris                         | 3332    | Altadena, California                     | $200      | 9              | (60-56-54-53-53-59=335)             | R.L. Styles                   | Bill Erkenbrecher        | 3               | PDGA     |
| 1988 | Sep 7 - 10      | Cincinnati, Ohio                                          | Paul Harris(2)                      | 3332    | Altadena, California                     | $400      | 1              | (54-56-54-60-60=284 )               | R.L. Styles                   | Vernon T. McCulley       | 7               | PDGA     |
| 1989 | Aug 21 - 26     | Waterloo, Iowa/Cedar Falls, Iowa                          | Alan Ballew                         | 2542    | Knoxville, Tennessee                     | $300      | 1              | (52-49-58-49-58=266)                | Jim Palmeri                   | R.L. Styles              | 8               | PDGA     |
| 1990 | Oct 9 - 13      | Scottsdale, Arizona/Mesa, Arizona/Fountain Hills, Arizona | Vernon T. Mcculley                  | 4108    | Tempe, Arizona                           | $396      | 1              | (58-48-53-52-54-51-53-50-52=471)    | Mike "Hoser" Williams         | Tom Schot                | 10              | PDGA     |
| 1991 | Aug 21 - 24     | Dayton, Ohio                                              | Tom Schot                           | 3303    | McMinnville, Oregon                      | $500      | Playoff        | (57-53-53-55-54-50=322)             | Mike "Hoser" Williams         | Don Hoffman              | 9               | PDGA     |
| 1992 | Aug 17 - 22     | Detroit, Michigan                                         | Tom Monroe                          | 33      | Vestavia Hills, Alabama                  | $700      | 29             | (50-46-54-58-49-53-44-43=397)       | Mike "Hoser" Williams         | Wendell Yokley           | 13              | PDGA     |
| 1993 | Aug 17 - 22     | Huntsville, Alabama                                       | Tom Monroe(2)                       | 33      | Vestavia Hills, Alabama                  | $677      | 33             | (47-50-50-48-45-49-47-43=379)       | Michael Conger                | Royce Racinowski         | 13              | PDGA     |
| 1994 | Aug 2 - 7       | Port Arthur, Texas                                        | Tom Monroe(3)                       | 33      | Vestavia Hills, Alabama                  | $600      | 25             | (53-53-53-53-47-49-49-53-52-27=489) | Michael Conger                | Royce Racinowski         | 13              | PDGA     |
| 1995 | Aug 13 - 19     | Port Arthur, Texas                                        | Rick Voakes                         | 2623    | Bowling Green, Kentucky                  | $700      | 9              | (47-48-49-49-44-45-48-52-46=428)    | Tom Monroe                    | Michael Conger           | 10              | PDGA     |
| 1996 | Aug 6 - 10      | South Bend, Indiana                                       | Tom Monroe(4)                       | 33      | Vestavia Hills, Alabama                  | $975      | 2              | (47-45-53-49-45-54-50-49-47-26=465) | Snapper Pierson               | Michael Conger           | 29              | PDGA     |
| 1997 | Aug 12 - 17     | Charlotte, North Carolina                                 | Rick Voakes(2)                      | 2623    | Bowling Green, Kentucky                  | $1000     | 13             | (50-46-54-59-53-55-48-45-46=456)    | Tom Monroe                    | Snapper Pierson          | 29              | PDGA     |
| 1998 | Aug 3 - 8       | Cincinnati, Ohio                                          | Red Whittington                     | 1760    | Pittsburgh, Pennsylvania                 | $1269     | 10             | (49-57-51-55-47-55-51-49=414)       | Snapper Pierson               | Glenn Henry              | 42              | PDGA     |
| 1999 | Aug 10 - 14     | Rochester, New York                                       | Tom Monroe(5)                       | 33      | Vestavia Hills, Alabama                  | $1500     | 12             | (51-48-53-49-48-50-49-48-44-28=468) | Snapper Pierson               | Steve Slasor             | 46              | PDGA     |
| 2000 | Aug 1 - 5       | Ann Arbor, Michigan                                       | Tom Monroe(6)                       | 33      | Vestavia Hills, Alabama                  | $812      | 9              | (68-74-62-51-58-61-70=444)          | Steve Slasor                  | Michael Conger           | 22              | PDGA     |
| 2001 | Aug 7 - 11      | St Paul, Minnesota                                        | Snapper Pierson                     | 691     | Coronado, California                     | $1460     | 10             | (52-53-55-53-53-56-51-55=428)       | Tom Monroe                    | Glenn Triemstra          | 30              | PDGA     |
| 2002 | Aug 6 - 10      | Houston, Texas                                            | Tom Monroe(7)                       | 33      | Vestavia Hills, Alabama                  | $900      | 10             | (53-49-52-54-54-51-52-50-27=442)    | Lew Satterfield               | Alan Beaver              | 9               | PDGA     |
| 2003 | Aug 11 - 16     | Flagstaff, Arizona                                        | David Greenwell                     | 962     | Louisville, Kentucky                     | $2250     | 5              | (49-52-73-50-54-71-47-24=420)       | Rick Voakes                   | Glenn Henry              | 50              | PDGA     |
| 2004 | Aug 9 - 14      | Des Moines, Iowa                                          | David Greenwell(2)                  | 962     | Louisville, Kentucky                     | $1800     | 15             | (59-52-58-49-60-52-56-55-53-28=522) | Snapper Pierson               | Steve Slasor             | 35              | PDGA     |
| 2005 | Jul 25 - 30     | Allentown, Pennsylvania                                   | Rick Voakes(3)                      | 2623    | Bowling Green, Kentucky                  | $2400     | 5              | (61-57-54-60-57-53-54-53-31=480)    | David Greenwell               | Randy Beers              | 56              | PDGA     |
| 2006 | Aug 9 - 12      | Augusta, Georgia                                          | Rick Voakes(4)                      | 2623    | Bowling Green, Kentucky                  | $2400     | 2              | (48-48-60-49-48-50-51-30=384)       | Snapper Pierson               | David Greenwell          | 53              | PDGA     |
| 2007 | Aug 1 - 5       | Highbridge, Wisconsin                                     | David Greenwell(3)                  | 962     | Louisville, Kentucky                     | $2000     | 13             | (52-55-56-53-53-54-51-27=401)       | Randy Beers                   | Rick Voakes              | 42              | PDGA     |
| 2008 | Aug 11 - 16     | Kalamazoo/Battle Creek, Michigan                          | Gregg Hosfeld                       | 1602    | Orlando, Florida                         | $2000     | 4              | (53-49-57-50-49-58-54-26=396)       | David Greenwell               | Kenny Lee                | 36              | PDGA     |
| 2009 | Jul 27 - Aug 1  | Kansas City, Missouri                                     | David Greenwell(4)                  | 962     | Louisville, Kentucky                     | $2400     | 1              | (50-53-64-57-54-54-55-30=417)       | Jim Myers                     | Gregg Hosfeld/Jim Conrad | 57              | PDGA     |
| 2010 | Jul 27 - Jul 31 | Crown Point, Indiana                                      | Gregg Hosfeld(2)                    | 1602    | Orlando, Florida                         | $2400     | 3              | (50-49-48-49-51-63-56-28=394)       | Tim Keith                     | Jim Myers                | 57              | PDGA     |
| 2011 | Aug 9 - 13      | Santa Cruz, California                                    | Jim Oates                           | 3351    | Fair Oaks, California                    | $2600     | 15             | (75-83-80-77-51-31=397)             | David Devine                  | Gregg Hosfeld            | 71              | PDGA     |
| 2012 | Jul 14 - Jul 21 | Charlotte, North Carolina                                 | Johnny Sias                         | 1700    | Lavalette, West Virginia                 | $2500     | 3              | (49-48-50-54-53-46-31=331)          | Gregg Hosfeld                 | Joe Mela                 | 68              | PDGA     |
| 2013 | Aug 3 - 10      | Crown Point, Indiana                                      | Michael Raley                       | 7846    | Trabuco Canyon, California               | $2250     | 4              | (52-53-52-44-45-62-51-33=392)       | Dean Tannock                  | Tim Keith                | 57              | PDGA     |
| 2014 | Aug 12 - 16     | Portland, Oregon                                          | Jim Oates(2)                        | 3351    | Fair Oaks, California                    | $2500     | 4              | (57-58-57-68-47-52-51-31=421)       | Craig Nielsen                 | Mike Loya                | 72              | PDGA     |
| 2015 | Aug 4 - 8       | Pittsburgh, Pennsylvania                                  | Joe Mela                            | 2607    | Bristol, Pennsylvania                    | $2500     | 4              | (60-66-60-53-55-64-36=394)          | Laymon Gray                   | Eric Rainey              | 80              | PDGA     |
| 2016 | Aug 6 - 13      | Emporia, Kansas                                           | Ron Convers                         | 9648    | Blackwell, Oklahoma                      | $2400     | 8              | (52-49-50-49-49-30=279)             | Eric Rainey                   | Joe Mela                 | 63              | PDGA     |
| 2017 | Aug 15 - 19     | Grand Rapids, Michigan                                    | Ron Convers(2)                      | 9648    | Blackwell, Oklahoma                      | $2340     | 4              | (53-55-57-54-52-59-51-30=411)       | Eric Rainey                   | Tim Keith                | 60              | PDGA     |
| 2018 | Aug 14 - 18     | Olathe, Kansas                                            | Patrick Brown                       | 25713   | Austin, Texas                            | $2400     | 12             | (53-50-52-52-50-26=283)             | Ron Convers                   | Eric Rainey              | 45              | PDGA     |
| 2019 | Jun 25 - 29     | Jeffersonville, Vermont                                   | Ron Convers(3)                      | 9648    | Blackwell, Oklahoma                      | $1950     | 4              | (54-57-53-58-50-29=301)             | Jonathan Baldwin/Kevin Babbit | x                        | 32              | PDGA     |

## Grandmasters/Masters 50+ för damer
| År   | Datum           | Plats                            | Mästare (antal titlar) | PDGA# | Hemort                  | Prissumma | Vinst-marginal | Vinnarens rundor                 | Andra plats                    | Tredje plats      | Antal deltagare | Resultat |
| ---- | --------------- | -------------------------------- | ---------------------- | ----- | ----------------------- | --------- | -------------- | -------------------------------- | ------------------------------ | ----------------- | --------------- | -------- |
| 1996 | Aug 6 - 10      | South Bend, Indiana              | Sylvia Voakes          | 3360  | Bowling Green, Kentucky | $430      | 52             | (50-62-74-65-56-63-67-65=502)    | Paula See                      | Patti Kunkle      | 3               | PDGA     |
| 1997 | Aug 12 - 17     | Charlotte, North Carolina        | Patti Kunkle           | 283   | Atlanta, Georgia        | $250      | 30             | (80-73-75-76-83-70-71=528)       | Linda Pace                     | x                 | 2               | PDGA     |
| 1998 | Aug 3 - 8       | Cincinnati, Ohio                 | Sylvia Voakes(2)       | 3360  | Bowling Green, Kentucky | $360      | 114            | (73-73-68-68-68-72-65=487)       | Midge Erkenbrecher             | Linda Fowler      | 3               | PDGA     |
| 1999 | Aug 10 - 14     | Rochester, New York              | Sylvia Voakes(3)       | 3360  | Bowling Green, Kentucky | $250      | 52             | (70-64-62-64-68-65-59-65=517)    | Nancy Donnelly-Malakhoff       | Patti Kunkle      | 4               | PDGA     |
| 2004 | Aug 9 - 14      | Des Moines, Iowa                 | Sylvia Voakes(4)       | 3360  | Bowling Green, Kentucky | $600      | 27             | (64-67-67-72-63-63-62-63-37=558) | Susie Horn                     | Brooky B. Holdack | 4               | PDGA     |
| 2005 | Jul 25 - 30     | Allentown, Pennsylvania          | Alicia Relano          | 7921  | Clifton, New Jersey     | $600      | 7              | (74-70-75-81-78-75-70-38=561)    | Sylvia Voakes                  | Susie Horn        | 4               | PDGA     |
| 2006 | Aug 9 - 12      | Augusta, Georgia                 | Kathy Hardyman         | 19150 | Clitherall, Minnesota   | $530      | 38             | (60-61-77-73-59-58=388)          | Alicia Relano                  | Susie Horn        | 3               | PDGA     |
| 2007 | Aug 1 - 5       | Highbridge, Wisconsin            | Kathy Hardyman(2)      | 19150 | Clitherall, Minnesota   | $650      | 16             | (61-60-64-59-63-64-29=400)       | Sandy Gast                     | Toni Hoyman       | 5               | PDGA     |
| 2008 | Aug 11 - 16     | Kalamazoo/Battle Creek, Michigan | Kathy Hardyman(3)      | 19150 | Clitherall, Minnesota   | $750      | 39             | (53-49-57-50-49-58-54-26=396)    | Sandy Gast                     | Sharon Jenkins    | 4               | PDGA     |
| 2009 | Jul 27 - Aug 1  | Kansas City, Missouri            | Kathy Hardyman(4)      | 19150 | Clitherall, Minnesota   | $800      | 7              | (69-59-67-60-72-58-35=420)       | Suzette Simons                 | Chieko Kakimoto   | 6               | PDGA     |
| 2010 | Jul 27 - Jul 31 | Crown Point, Indiana             | Kathy Hardyman(5)      | 19150 | Clitherall, Minnesota   | $550      | 7              | (65-54-67-71-63-52-35=407)       | Suzette Simons                 | Shelia L. Jackson | 3               | PDGA     |
| 2011 | Aug 9 - 13      | Santa Cruz, California           | Anni Kreml             | 7879  | Richmond, California    | $850      | 36             | (101-105-100-96-33=435)          | Suzette Simons                 | Lisa Warner       | 7               | PDGA     |
| 2012 | Jul 14 - Jul 21 | Charlotte, North Carolina        | Anni Kreml(2)          | 7879  | Richmond, California    | $850      | 18             | (54-53-56-57-64-58-28=370)       | Sandy Gast                     | Andi Young        | 7               | PDGA     |
| 2013 | Aug 3 - 10      | Crown Point, Indiana             | Sandy Gast             | 6440  | Orlando, Florida        | $700      | 30             | (52-54-49-53-46-54-45-29=382)    | Kathy Hardyman                 | Suzette Simons    | 4               | PDGA     |
| 2014 | Aug 12 - 16     | Portland, Oregon                 | Molly Barnes           | 27303 | Portland, Oregon        | $900      | 14             | (70-67-61-62-68-66-39=433)       | Sandy Gast                     | Kathy Hardyman    | 7               | PDGA     |
| 2015 | Aug 4 - 8       | Pittsburgh, Pennsylvania         | Sandra Frazer          | 24354 | Morgantown, Indiana     | $1000     | 2              | (72-65-71-72-76-33=389)          | Suzette Simons/Elfriede Eberly | x                 | 8               | PDGA     |
| 2016 | Aug 6 - 13      | Emporia, Kansas                  | Susan Stephens         | 10977 | Dorr, Michigan          | $1100     | 6              | (60-68-57-59-33=277)             | Donna Barr/Pam Reineke         | x                 | 10              | PDGA     |
| 2017 | Aug 15 - 19     | Grand Rapids, Michigan           | Susan Stephens(2)      | 10977 | Dorr, Michigan          | $2350     | 20             | (60-58-82-53-47-87-37=424)       | Pam Reineke                    | Sandy Gast        | 7               | PDGA     |
| 2018 | Aug 14 - 18     | Olathe, Kansas                   | Tavish Carduff         | 23043 | Kansas City, Missouri   | $550      | 29             | (59-68-62-65=254)                | Sheila Kirkham                 | Shigeko Sekiguchi | 3               | PDGA     |

## Masters 55+ för herrar
| År   | Datum     | Plats                   | Mästare (antal titlar) | PDGA# | Hemort           | Prissumma | Vinst-marginal | Vinnarens rundor        | Andra plats | Tredje plats     | Antal deltagare | Resultat |
| ---- | --------- | ----------------------- | ---------------------- | ----- | ---------------- | --------- | -------------- | ----------------------- | ----------- | ---------------- | --------------- | -------- |
| 2019 | 25-29 jun | Jeffersonville, Vermont | Mitch McClellan        | 3566  | Norman, Oklahoma | $1570     | 8              | (67-53-62-55-56-29=322) | Eric Rainey | Timothy Jiardini | 23              | PDGA     |

## Masters 55+ för damer
| År   | Datum     | Plats                   | Mästare (antal titlar) | PDGA# | Hemort           | Prissumma | Vinst-marginal | Vinnarens rundor  | Andra plats         | Tredje plats   | Antal deltagare | Resultat |
| ---- | --------- | ----------------------- | ---------------------- | ----- | ---------------- | --------- | -------------- | ----------------- | ------------------- | -------------- | --------------- | -------- |
| 2019 | 25-29 jun | Jeffersonville, Vermont | Pam Reineke            | 6439  | Orlando, Florida | $500      | 2              | (72-57-63-51=243) | Christine Hellstern | Sheila Kirkham | 3               | PDGA     |

## Senior Grandmasters/Masters 60+ för herrar
| År   | Datum          | Plats                                                     | Mästare (antal titlar)            | PDGA#   | Hemort                                             | Prissumma | Vinst-marginal | Vinnarens rundor                 | Andra plats                  | Tredje plats                  | Antal deltagare | Resultat |
| ---- | -------------- | --------------------------------------------------------- | --------------------------------- | ------- | -------------------------------------------------- | --------- | -------------- | -------------------------------- | ---------------------------- | ----------------------------- | --------------- | -------- |
| 1984 | 26-29 jul      | Rochester, New York                                       | "Steady" Ed Headrick/Jack Roddick | 001/295 | Watsonville, California/Shippensburg, Pennsylvania | x         | Tie            | (58-63-57=178)/(60-63-55=178)    | x                            | x                             | 2               | PDGA     |
| 1985 | 26-28 jul      | Tulsa, Oklahoma                                           | "Steady" Ed Headrick(2)           | 001     | Watsonville, California                            | x         | 0              | (62-68-56-61=247)                | x                            | x                             | 1               | PDGA     |
| 1987 | 25-30 aug      | Toronto, Ontario, Canada                                  | Johnny Roberts                    | 115     | Arvada, Colorado                                   | x         | 1              | (66-63-61-63-60-62=375)          | "Steady" Ed Headrick         | x                             | 2               | PDGA     |
| 1988 | 7-10 sept      | Cincinnati, Ohio                                          | Ralph Williamson                  | 10      | Seattle, Washington                                | $260      | 6              | (62-58-58-62=240)                | "Steady" Ed Headrick         | Jim Olsen Sr                  | 4               | PDGA     |
| 1989 | 21-26 aug      | Waterloo, Iowa/Cedar Falls, Iowa                          | Paul Harris                       | 3332    | Altadena, California                               | $150      | 2              | (60-52-58-56=226)                | "Steady" Ed Headrick         | x                             | 2               | PDGA     |
| 1990 | 9-13 okt       | Scottsdale, Arizona/Mesa, Arizona/Fountain Hills, Arizona | Ralph Williamson(2)               | 10      | Seattle, Washington                                | $260      | 10             | (56-56-59-56-55-53-57-56-60=508) | Paul Harris                  | "Steady" Ed Headrick          | 6               | PDGA     |
| 1991 | 21-24 aug      | Dayton, Ohio                                              | Ralph Williamson(3)               | 10      | Seattle, Washington                                | $250      | 9              | (62-57-57-55-60-57=348)          | Paul Harris                  | "Steady" Ed Headrick          | 3               | PDGA     |
| 1992 | 17-22 aug      | Detroit, Michigan                                         | Ralph Williamson(4)               | 10      | Seattle, Washington                                | $400      | 4              | (55-55-67-70-57-60-55-52=471)    | Paul Harris                  | Richard Mcaleer               | 6               | PDGA     |
| 1993 | 17-22 aug      | Huntsville, Alabama                                       | Richard McAleer                   | 5221    | North Hollywood, California                        | $368      | 1              | (54-56-58-62-56-61-60-60=467)    | Ralph Williamson/Robert Baum | x                             | 6               | PDGA     |
| 1994 | 2-7 aug        | Port Arthur, Texas                                        | Ralph Williamson(5)               | 10      | Seattle, Washington                                | $400      | 33             | (64-61-62-57-59-54-58-59-54=528) | Max Hilgers                  | Stancil Johnson               | 8               | PDGA     |
| 1995 | 13-19 aug      | Port Arthur, Texas                                        | Ralph Williamson(6)               | 10      | Seattle, Washington                                | $450      | 4              | (62-58-59-57-59-55-67-56-57=530) | Will Maxham                  | Robert Baum                   | 8               | PDGA     |
| 1996 | 6-10 aug       | South Bend, Indiana                                       | Vernon T. McCulley                | 4108    | Tempe, Arizona                                     | $600      | 8              | (48-54-62-59-52-60-60-66=461)    | R.L. Styles                  | Peter Shive                   | 9               | PDGA     |
| 1997 | 12-17 aug      | Charlotte, North Carolina                                 | Jim Palmeri                       | 23      | Rochester, New York                                | $550      | 53             | (56-58-66-64-62-61-52-58=477)    | Stancil Johnson              | Ragnar Overby                 | 7               | PDGA     |
| 1998 | 3-8 aug        | Cincinnati, Ohio                                          | Peter Shive                       | 7240    | Laramie, Wyoming                                   | $563      | 4              | (56-67-56-58-56-65-55=413)       | Jim Palmeri                  | Ted Mani                      | 10              | PDGA     |
| 1999 | 10-14 aug      | Rochester, New York                                       | Alan Ballew                       | 2542    | Knoxville, Tennessee                               | $575      | 21             | (51-53-57-54-57-53-52-58-57=492) | Jim Palmeri                  | Peter Shive                   | 4               | PDGA     |
| 2000 | 1-5 aug        | Ann Arbor, Michigan                                       | Will Maxham                       | 9484    | Saugus, California                                 | $812      | 23             | (76-76-71-57-49-68-73=470)       | Lien Yu Chen                 | Tom Skidmore                  | 8               | PDGA     |
| 2001 | 7-11 aug       | St Paul, Minnesota                                        | Peter Shive(2)                    | 7240    | Laramie, Wyoming                                   | $620      | 7              | (63-32-28-63-64-30-62-64=406)    | Pete May                     | Donald Stephens               | 6               | PDGA     |
| 2002 | 6-10 aug       | Houston, Texas                                            | Peter Shive(3)                    | 7240    | Laramie, Wyoming                                   | $750      | 31             | (59-57-56-60-60-54-57-62-34=499) | John Tallent                 | Bill Richards                 | 7               | PDGA     |
| 2003 | 11-16 aug      | Flagstaff, Arizona                                        | Peter Shive(4)                    | 7240    | Laramie, Wyoming                                   | $800      | 5              | (64-57-75-63-59-79-54-31=482)    | Pete May                     | Raymond Carr                  | 10              | PDGA     |
| 2004 | 9-14 aug       | Des Moines, Iowa                                          | Peter Shive(5)                    | 7240    | Laramie, Wyoming                                   | $960      | 15             | (63-56-66-54-60-60-60-61-30=510) | Alan Ballew                  | Jack Gilmore                  | 10              | PDGA     |
| 2005 | 25-30 jul      | Allentown, Pennsylvania                                   | Peter Shive(6)                    | 7240    | Laramie, Wyoming                                   | $1000     | 12             | (64-54-69-64-61-63-59-30=464)    | Doug Aulick                  | "Duster" Don Hoffman          | 12              | PDGA     |
| 2006 | 9-12 aug       | Augusta, Georgia                                          | Peter Shive(7)                    | 7240    | Laramie, Wyoming                                   | $1875     | 2              | (49-55-71-60-56-53-63-27=434 )   | Pete May                     | Philip Ganshert/Michael Gates | 19              | PDGA     |
| 2007 | 1-5 aug        | Highbridge, Wisconsin                                     | Peter Shive(8)                    | 7240    | Laramie, Wyoming                                   | $1350     | 23             | (67-60-57-60-56-58-56-30=444)    | "Duster" Don Hoffman         | Philip Ganshert               | 18              | PDGA     |
| 2008 | 11-16 aug      | Kalamazoo/Battle Creek, Michigan                          | Peter Shive(9)                    | 7240    | Laramie, Wyoming                                   | $1350     | 2              | (53-49-57-50-49-58-54-26=396)    | Michael Gates                | Michael Conger/Danny Jefferds | 16              | PDGA     |
| 2009 | 27 jul - 1 aug | Kansas City, Missouri                                     | Rick Voakes                       | 2623    | Bowling Green, Kentucky                            | $1350     | 20             | (71-54-52-59-59-55-54-33=437)    | Kazuo Shirai                 | Peter Shive                   | 15              | PDGA     |
| 2010 | 27-31 jul      | Crown Point, Indiana                                      | Rick Voakes(2)                    | 2623    | Bowling Green, Kentucky                            | $1250     | 21             | (52-49-51-51-52-63-29=347)       | Snapper Pierson              | Peter Shive                   | 14              | PDGA     |
| 2011 | 9-13 aug       | Santa Cruz, California                                    | Michael Barry                     | 1130    | Los Osos, California                               | $1600     | 22             | (79-85-91-84-57-27=423)          | Rick Voakes                  | Michael Conger                | 22              | PDGA     |
| 2012 | 14-21 jul      | Charlotte, North Carolina                                 | Rick Voakes(3)                    | 2623    | Bowling Green, Kentucky                            | $1600     | 14             | (48-46-52-53-49-49-55-31=383)    | Randy Beers                  | Alan Beaver                   | 26              | PDGA     |
| 2013 | 3-10 aug       | Crown Point, Indiana                                      | Johnny Sias                       | 1700    | Lavalette, West Virginia                           | $1600     | 6              | (50-48-61-50-57-56-54-33=409)    | Rick Voakes                  | Alan Beaver                   | 20              | PDGA     |
| 2014 | 12-16 aug      | Portland, Oregon                                          | Rick Voakes(4)                    | 2623    | Bowling Green, Kentucky                            | $2000     | 7              | (54-51-51-57-58-60-51-36=418)    | Stan Hubbard                 | David Greenwell               | 32              | PDGA     |
| 2015 | 4-8 aug        | Pittsburgh, Pennsylvania                                  | David Greenwell                   | 962     | Louisville, Kentucky                               | $2100     | 3              | (69-64-57-61-65-68-34=418)       | Jay Gobrecht                 | Alan Beaver                   | 35              | PDGA     |
| 2016 | 6-13 aug       | Emporia, Kansas                                           | David Greenwell(2)                | 962     | Louisville, Kentucky                               | $2200     | 2              | (63-55-52-51-51-30=302)          | Mike Cloyes                  | Rick Voakes/Alan Beaver       | 41              | PDGA     |
| 2017 | 15-19 aug      | Grand Rapids, Michigan                                    | David Greenwell(3)                | 962     | Louisville, Kentucky                               | $1880     | 1              | (50-50-70-53-54-76-52-32=437)    | Kenny Lee                    | Johnny Sias                   | 30              | PDGA     |
| 2018 | 14-18 aug      | Olathe, Kansas                                            | Kenny "Boo-Rad" Lee               | 14204   | Manteca, California                                | $1800     | Playoff        | (57-58-56-56-53-28=308)          | Rick Voakes                  | David Greenwell               | 24              | PDGA     |
| 2019 | 25-29 jun      | Jeffersonville, Vermont                                   | David Greenwell(4)                | 962     | Louisville, Kentucky                               | $1710     | 2              | (71-54-66-55-50-30=326)          | Gregg Hosfeld                | Mike Ward                     | 26              | PDGA     |

## Senior Grandmasters/Masters 60+ för damer
| År   | Datum     | Plats                    | Mästare (antal titlar) | PDGA# | Hemort                    | Prissumma | Vinst-marginal | Vinnarens rundor        | Andra plats    | Tredje plats      | Antal deltagare | Resultat |
| ---- | --------- | ------------------------ | ---------------------- | ----- | ------------------------- | --------- | -------------- | ----------------------- | -------------- | ----------------- | --------------- | -------- |
| 2002 | 6-10 aug  | Houston, Texas           | Sylvia Voakes          | 3360  | Bowling Green, Kentucky   | $150      | x              | (70-74-71-70-40=325)    | x              | x                 | 1               | PDGA     |
| 2006 | 9-12 aug  | Augusta, Georgia         | Sylvia Voakes(2)       | 3360  | Bowling Green, Kentucky   | $265      | x              | (67-66-60=193)          | x              | x                 | 1               | PDGA     |
| 2007 | 1-5 aug   | Highbridge, Wisconsin    | Sylvia Voakes(3)       | 3360  | Bowling Green, Kentucky   | $250      | x              | (67-72-70-62=271)       | x              | x                 | 1               | PDGA     |
| 2014 | 12-16 aug | Portland, Oregon         | Toni Hoyman            | 18823 | Philomath, Oregon         | $800      | 12             | (79-79-62-80-70-42=412) | Karen Brown    | Shigeko Sekiguchi | 6               | PDGA     |
| 2015 | 4-8 aug   | Pittsburgh, Pennsylvania | Shigeko Sekiguchi      | 65543 | Ryūgasaki, Ibaraki, Japan | $510      | x              | (74-75-79-71-75=374 )   | Sylvia Voakes  | x                 | 2               | PDGA     |
| 2016 | 6-13 aug  | Emporia, Kansas          | Sandy Gast             | 6440  | Orlando, Florida          | $950      | 16             | (60-74-63-62-34=293)    | Kathy Hardyman | Laurie Cloyes     | 5               | PDGA     |
| 2019 | 25-29 jun | Jeffersonville, Vermont  | Laurie Cloyes-Chupa    | 6169  | Las Vegas, Nevada         | $525      | 2              | (71-54-66-55-50-30=326) | Suzette Simons | x                 | 2               | PDGA     |

## Masters 65+ för herrar
| År   | Datum     | Plats                   | Mästare (antal titlar) | PDGA# | Hemort                   | Prissumma | Vinst-marginal | Vinnarens rundor     | Andra plats | Tredje plats | Antal deltagare | Resultat |
| ---- | --------- | ----------------------- | ---------------------- | ----- | ------------------------ | --------- | -------------- | -------------------- | ----------- | ------------ | --------------- | -------- |
| 2019 | 25-29 jun | Jeffersonville, Vermont | Johnny Sias            | 1700  | Lavalette, West Virginia | $865      | 4              | (84-53-66-59-29=291) | Alan Beaver | Glenn Henry  | 8               | PDGA     |

## Legend/Masters 70+ för herrar
| År   | Datum         | Plats                            | Mästare (antal titlar) | PDGA# | Hemort                      | Prissumma | Vinst-marginal | Vinnarens rundor              | Andra plats          | Tredje plats                | Antal deltagare | Resultat |
| ---- | ------------- | -------------------------------- | ---------------------- | ----- | --------------------------- | --------- | -------------- | ----------------------------- | -------------------- | --------------------------- | --------------- | -------- |
| 1997 | 12-17 aug     | Charlotte, North Carolina        | Ralph Williamson       | 10    | Seattle, Washington         | $375      | 35             | (68-64-69-57=258)             | "Steady" Ed Headrick | Jack Roddick                | 3               | PDGA     |
| 1998 | 3-8 aug       | Cincinnati, Ohio                 | Ralph Williamson(2)    | 10    | Seattle, Washington         | $351      | 15             | (63-68-61-63=255)             | Ted Williams         | Stancil Johnson             | 5               | PDGA     |
| 1999 | 10-14 aug     | Rochester, New York              | Ralph Williamson(3)    | 10    | Seattle, Washington         | $400      | 13             | (69-63-55-51-=238)            | Ted Williams         | Paul Fein                   | 7               | PDGA     |
| 2000 | 1-5 aug       | Ann Arbor, Michigan              | Ralph Williamson(4)    | 10    | Seattle, Washington         | $750      | 22             | (76-72-54-60-26=288)          | Patrick Shea         | Ted Williams                | 6               | PDGA     |
| 2001 | 7-11 aug      | St Paul, Minnesota               | Ted Williams           | 13080 | Hot Springs, North Carolina | $530      | 12             | (61-54-59-55=229)             | Jack Ekstrom         | "Steady" Ed Headrick        | 3               | PDGA     |
| 2002 | 6-10 aug      | Houston, Texas                   | Ted Williams(2)        | 13080 | Hot Springs, North Carolina | $450      | 16             | (69-73-68-71-42=323)          | Jack Ekstrom         | Ron Jochen                  | 3               | PDGA     |
| 2003 | 11-16 aug     | Flagstaff, Arizona               | Ted Williams(3)        | 13080 | Hot Springs, North Carolina | $700      | 38             | (66-89-68-89-65-38=415)       | Stancil Johnson      | Jack Ekstrom                | 7               | PDGA     |
| 2004 | 9-14 aug      | Des Moines, Iowa                 | Ted Williams(4)        | 13080 | Hot Springs, North Carolina | $730      | 4              | (60-62-60-56-63-34=335)       | Stancil Johnson      | Bill Erkenbrecher           | 7               | PDGA     |
| 2005 | 25-30 jul     | Allentown, Pennsylvania          | Ted Williams(5)        | 13080 | Hot Springs, North Carolina | $800      | 5              | (75-64-66-82-72-36-395=395)   | Ragnar Overby        | Paul "Old Goat" Fein        | 8               | PDGA     |
| 2006 | 9-12 aug      | Augusta, Georgia                 | Paul "Old Goat" Fein   | 4031  | Pottstown, Pennsylvania     | $675      | 2              | (75-80-67-39=261)             | Stancil Johnson      | Don Dillon                  | 5               | PDGA     |
| 2007 | 1-5 aug       | Highbridge, Wisconsin            | Albert Faupel          | 24233 | Fountain Hills, Arizona     | $850      | 6              | (76-68-64-73-38=319)          | Don Dillon           | Ragnar Overby               | 8               | PDGA     |
| 2008 | 11-16 aug     | Kalamazoo/Battle Creek, Michigan | Raymond Carr           | 3130  | La Mirada, California       | $850      | 35             | (53-49-57-50-49-58-54-26=396) | Tom Skidmore         | Paul Bagwell                | 6               | PDGA     |
| 2009 | 27 jul -1 aug | Kansas City, Missouri            | Jerry Robbins Sr       | 15629 | Topeka, Kansas              | $1150     | 14             | (57-59-56-59-62-35=328)       | Raymond Carr         | Ronald Byrd/Donald Stephens | 10              | PDGA     |
| 2010 | 27-31 jul     | Crown Point, Indiana             | Jerry Robbins Sr(2)    | 15629 | Topeka, Kansas              | $900      | 18             | (52-59-57-57-62-53-36=376)    | Bill Ball            | Robert Burton               | 8               | PDGA     |
| 2011 | 9-13 aug      | Santa Cruz, California           | Peter Shive            | 7240  | Laramie, Wyoming            | $800      | 29             | (99-92-92-102-36=421)         | Jerry Robbins Sr     | Bill Richards               | 6               | PDGA     |
| 2012 | 14-21 jul     | Charlotte, North Carolina        | Pete May               | 12700 | Augusta, Georgia            | $800      | 1              | (46-48-57-57-63-61-29=361)    | Peter Shive          | David Walters               | 8               | PDGA     |
| 2013 | 3-10 aug      | Crown Point, Indiana             | Peter Shive(2)         | 7240  | Laramie, Wyoming            | $800      | 23             | (62-57-62-62-62-59-37=401)    | Jack Gilmore         | Jerry Robbins Sr            | 6               | PDGA     |
| 2014 | 12-16 aug     | Portland, Oregon                 | Peter Shive(3)         | 7240  | Laramie, Wyoming            | $725      | 61             | (65-66-59-57-63-67-39=416)    | Barry Fischer        | John Ross                   | 4               | PDGA     |
| 2015 | 4-8 aug       | Pittsburgh, Pennsylvania         | Peter Shive(4)         | 7240  | Laramie, Wyoming            | $800      | 13             | (70-69-70-63-64-30=366)       | Chuck Hornsby        | Don Hoffman                 | 5               | PDGA     |
| 2016 | 6-13 aug      | Emporia, Kansas                  | John Kirkland          | 100   | Carlsbad, California        | $750      | 4              | (67-60-61-63-34=285)          | Michael Gates        | Jack Gilmore                | 4               | PDGA     |
| 2017 | 15-19 aug     | Grand Rapids, Michigan           | Terry Calhoun          | 15117 | Ann Arbor, Michigan         | $550      | 3              | (62-53-52-69=236)             | Carlos Rigby         | John Parcak                 | 3               | PDGA     |
| 2018 | 14-18 aug     | Olathe, Kansas                   | Jon Graff              | 31145 | Missoula, Montana           | $900      | 4              | (61-66-62-68=292)             | Michael Conger       | Rob Lee                     | 5               | PDGA     |
| 2019 | 25-29 jun     | Jeffersonville, Vermont          | Rick Voakes            | 2623  | Bowling Green, Kentucky     | $525      | 82             | (61-48-56-46=211)             | John Parcak          | x                           | 2               | PDGA     |

## Masters 75+ för herrar
| År   | Datum     | Plats                   | Mästare (antal titlar) | PDGA# | Hemort           | Prissumma | Vinst-marginal | Vinnarens rundor  | Andra plats   | Tredje plats | Antal deltagare | Resultat |
| ---- | --------- | ----------------------- | ---------------------- | ----- | ---------------- | --------- | -------------- | ----------------- | ------------- | ------------ | --------------- | -------- |
| 2018 | 14-18 aug | Olathe, Kansas          | Pete May               | 12700 | Augusta, Georgia | $575      | 36             | (66-69-64-72=271) | Carlos Rigby  | x            | 2               | PDGA     |
| 2019 | 25-29 jun | Jeffersonville, Vermont | Pete May               | 12700 | Augusta, Georgia | $525      | 11             | (75-57-65-55=252) | Barry Fischer | x            | 2               | PDGA     |

## Senior Legend / Masters 80+ för herrar
| År   | Datum     | Plats                     | Mästare (antal titlar) | PDGA# | Hemort                  | Prissumma | Vinst-marginal | Vinnarens rundor     | Andra plats      | Tredje plats     | Antal deltagare | Resultat |
| ---- | --------- | ------------------------- | ---------------------- | ----- | ----------------------- | --------- | -------------- | -------------------- | ---------------- | ---------------- | --------------- | -------- |
| 2010 | 27-31 jul | Crown Point, Indiana      | Don Dillon             | 22726 | Camp Hill, Pennsylvania | $500      | 6              | (61-66-60-74=261)    | Stancil Johnson  | x                | 8               | PDGA     |
| 2011 | 9-13 aug  | Santa Cruz, California    | Carlos Rigby           | 48542 | Alexandria, Virginia    | $550      | 14             | (67-54-72-57-=250)   | Ronald Byrd      | Stancil Johnson  | 3               | PDGA     |
| 2012 | 14-21 jul | Charlotte, North Carolina | Carlos Rigby(2)        | 48542 | Alexandria, Virginia    | $500      | 56             | (55-64-55-51=225)    | Don Dillon       | x                | 2               | PDGA     |
| 2013 | 3-10 aug  | Crown Point, Indiana      | Raymond Carr           | 3130  | La Mirada, California   | $500      | 8              | (70-64-65-65=264)    | Carlos Rigby     | Paulie Bagwell   | 3               | PDGA     |
| 2014 | 12-16 aug | Portland, Oregon          | Sadao Takano           | 65542 | Yurihonjō, Japan        | $850      | 2              | (80-75-64-70-46=335) | Carlos Rigby     | Jerry Robbins Sr | 5               | PDGA     |
| 2015 | 4-8 aug   | Pittsburgh, Pennsylvania  | Carlos Rigby(3)        | 48542 | Alexandria, Virginia    | $750      | 27             | (64-67-71-66=268)    | Jerry Robbins Sr | Paulie Bagwell   | 3               | PDGA     |
| 2016 | 6-13 aug  | Emporia, Kansas           | Pete May               | 12700 | Augusta, Georgia        | $x        | 4              | (69-61-61-61=252)    | Peter Shive      | Sylvia Voakes    | 3               | PDGA     |
| 2017 | 15-19 aug | Grand Rapids, Michigan    | Pete May(2)            | 12700 | Augusta, Georgia        | $x        | 27             | (60-52-49-68-39=268) | Donald Stephens  | Jim Palmeri      | 4               | PDGA     |
| 2019 | 25-29 jun | Jeffersonville, Vermont   | Carlos Rigby(4)        | 48542 | Alexandria, Virginia    | $525      | 28             | (84-63-71-69=287)    | Donald Stephens  | x                | 2               | PDGA     |

## Grand Legend / Masters 90+ för herrar
| År   | Datum    | Plats                    | Mästare (antal titlar) | PDGA# | Hemort                 | Prissumma | Vinst-marginal | Vinnarens rundor  | Andra plats   | Tredje plats         | Antal deltagare | Resultat |
| ---- | -------- | ------------------------ | ---------------------- | ----- | ---------------------- | --------- | -------------- | ----------------- | ------------- | -------------------- | --------------- | -------- |
| 2015 | 4-8 aug  | Pittsburgh, Pennsylvania | Ronald Byrd            | 27572 | Rio Rancho, New Mexico | $750      | 31             | (66-72-76-73=287) | Ragnar Overby | Paul "Old Goat" Fein | 3               | PDGA     |
| 2016 | 6-13 aug | Emporia, Kansas          | Carlos Rigby           | 48542 | Alexandria, Virginia   | $520      | 5              | (74-67-70-71=282) | Ronald Byrd   | x                    | 2               | PDGA     |